# Абдуллаев, Лютфали Амир оглы
Лютфели Амир оглы Абдуллаев (азерб. Lütfəli Əmir oğlu Abdullayev; 1914 — 1973) — азербайджанский советский актёр-комик. Лауреат Сталинской премии второй степени (1946). Народный артист Азербайджанской ССР (1960).

## Биография
Лютфали Абдуллаев родился в городе Нуха (ныне Шеки, Азербайджан) 9 (22) марта 1914 года. После окончания семилетней школы участвовал в драмкружке Шекинского клуба рабочей молодёжи, играл в фарсах, переводных водевилях. В сентябре 1928 года приехал в Баку, стал заниматься в Государственной консерватории по классу валторны, параллельно стал посещать курсы вокала Берольского. Спустя некоторое время был принят в хор Театра оперы. Вскоре после этого стал играть эпизодические роли, сыграл роль Вели в оперетте «Аршин мал алан».
В 1938 году была создана труппа Азербайджанского государственного театра музыкальной комедии, в которую был принят Л. Абдуллаев. Весной 1949 года театр закрылся в связи с финансовыми трудностями, Л. Абдуллаев перешёл в Национальный драматический театр. Здесь сыграл роли Тулио («Учитель музыки» Лопе де Вега), Рашида («Кто виноват?» Георгий Мдивани), Таги («Старое поколение» А. Ахвердиева), Оддамди («Невеста огня» Дж. Джаббарлы), Надира («Цветущие мечты» М. Тахмасиб). Через два года начал работать в ансамбле эстрады при Азербайджанской государственной филармонии. В 1956 году возобновил свою работу Азербайджанский театр музыкальной комедии под художественным руководством Шамси Бадалбейли. Лютфали Абдуллаев стал ведущим актёром театра, сыграв роли в самых популярных спектаклях. Театроведы делят творчество Л. Абдуллаева на три группы: роли в классических опереттах; сценические образы в переводных произведениях; колоритные персонажи комедий современных композиторов.
В классических опереттах он исполнил роли: Вели и Султан-бека («Аршин мал алан»), Джафара и Мешади Ибада (Мешади Ибад), Вели и Сандро («Ашуг Гариб»), Гулу («Пятидесятилетний юноша»).
В музыкальных комедиях современных композиторов, написанных по мотивам национальных и переводных произведений, он сыграл образы: Керима («Везирь Ленкоранского хана» М. Ф. Ахундов и композитор Ниязи), Гуламали («Дервиш Мастали-шах» М. Ф. Ахундов и композитор Ш. Фатуллаев), Труффальдино («Слуга двух хозяев» Карло Гольдони и композитор Ш. Фатуллаев), Гаджи Гара («Гаджи Гара» М. Ф. Ахундов и композиторы Васиф Адыгезалов и Рамиз Мустафаев) и др.
Скоропостижно скончался 9 декабря 1973 года в Баку в возрасте 59 лет.

## Награды и премии
- орден Трудового Красного Знамени (09.06.1959)
- медаль «За трудовую доблесть» (25.02.1946)
- медаль «За трудовое отличие» (25.02.1946)
- народный артист Азербайджанской ССР (24.05.1960)
- заслуженный артист Азербайджанской ССР (17.06.1943)
- сталинская премия второй степени (1946) — за исполнение роли Вели в кинокартине «Аршин мал алан» (1945)
- почётная грамота Президиума Верховного Совета Азербайджанской ССР (29.12.1971)

## Фильмография
- 1945 — Аршин мал алан — Вели
- 1956 — Не та, так эта — Балаоглан
- 1960 — Необыкновенное происшествие — Кефчилов
- 1961 — Странная история
- 1963 — Где Ахмед? — Зулумов
- 1964 — Звезда — Магомед